# Americhernes oblongus
Americhernes oblongus es una especie de arácnido  del orden Pseudoscorpionida de la familia Chernetidae.

## Distribución geográfica
Se encuentra en Texas y el este de Estados Unidos.